# Seznam pulzarů
Po supernově zůstává rychle se rozplývající oblak plynů s malou rotující hvězdou ve středu. Takto vzniká neutronová hvězda. Je dokonce těžší a hustší než bílý trpaslík tj. golfový míček těžký jako mrakodrap. Některé z těchto hvězd vysílají kužel záření, který krouží dokola, tak jak hvězda rotuje. Tyto hvězdy jsou pulsary.
Toto je částečný seznam známých pulsarů.
- První rádiový pulsar, CP 1919 (dnes známý jako PSR B1919 + 21), s tepovou periodou 1,337 sekundy a pulsem 0,04 sekundy, byl objeven v roce 1967. Obrázek nazvaný "100 postupných pulzů z pulsaru CP 1919 "se objevil na přední straně alba Unknown Pleasures skupiny Joy Division.
- První dvojitý pulsar, PSR B1913 + 16, potvrzuje obecnou teorii relativity a dokazuje existenci gravitačních vln.
- První milisekundovém pulsar, PSR B1937 + 21.
- První Rentgenový pulsar, Cen X-3.
- První milisekundovém Rentgenový pulsar, SAX J1808,4-3658.
- První pulsar s planetami, PSR B1257 + 12.
- První dvojitý pulsarový binární systém, PSR J0737-3039.
- Magnetar SGR 1806-20 vyprodukoval největší výbuch energie v Mléčné dráze, jaký byl kdy experimentálně prokázán, 27. prosince 2004.
- PSR B1620-26
- PSR 1257 + 12
- Geminga–druhý nejjasnější zdroj vysokoenergetické gama záření v Mléčné dráze.
- Krabí pulsar

Pulsar známý jako druh neutronové hvězdy je pozůstatek po supernově např. v Krabí mlhovině.